# Andrej Orlov

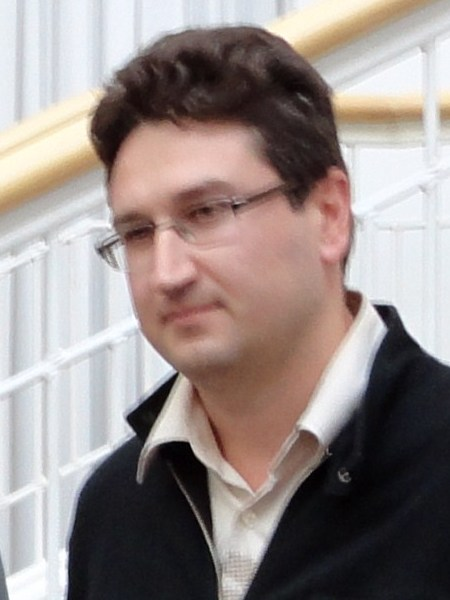
Andrej Orlov in 2012 (in Dortmund)

Andrej Orlov (Russisch: Андрей Орлов) (Leningrad, 19 maart 1977) is een Russische schaker met een FIDE-rating van 2433 in 2006 en rating 2483 in 2017. Hij is, sinds 2008, een grootmeester (GM).
- In 2002 won hij het ASV Voorjaarstoernooi in Arnhem.[1]
- In januari 2005 speelde hij mee in het Open Praag en eindigde daar met 7 pt. uit 9 op de derde plaats na tie-break.
- In september 2005 behaalde Orlov in het Nordhorner Schaakfestival, een rapidschaak-toernooi, 5 pt. uit 7 ronden.
- In oktober 2005 werd door de SV Bergen het Hyfass Advies schaaktoernooi georganiseerd dat met 8 pt. uit 9 ronden door Martijn Dambacher gewonnen werd. Er waren 42 deelnemers en het speeltempo was 15 minuten per persoon. De Oekraïense grootmeester Aleksandar Berelovitsj eindigde op de tweede plaats terwijl Andrej Orlov derde werd.
- In 2007 won hij het elfde OGD rapid-toernooi, gehouden in Delft.[2]
- In september 2007 won hij het door Schachgesellschaft Solingen e.V. gehouden "September-blitztoernooi".[3]
- In 2010 won hij het 15e "Witte Kerst" Schaaktoernooi in Boxmeer.
- In 2010 won hij het open kampioenschap blitzschaak van de stad Solingen.[4]
- Eveneens in 2010 eindigde hij als tweede bij het Hypercube blitztoernooi in Utrecht, georganiseerd door schaakvereniging Utrecht.[5]
- In 2012 won Orlov het Helmut Kohl-toernooi, onderdeel van de Sparkassen Chess-Meeting in Dortmund.[6]
- In 2013 won hij, met 6 pt. uit 7, in Diekirch het snelschaaktoernooi "Challenge de la ville de Diekirch".[7]
- In 2015 won hij, met 8.5 pt. uit 9 partijen, het 'Eurode'-toernooi van Schaakvereniging Kerkrade.[8]
- In juli 2015 won Orlov het open schaaktennis-toernooi in Baden-Baden; de Nederlandse GM Loek van Wely eindigde als derde.[9]
- Eind 2015 won hij het Kersttoernooi blitzschaak, georganiseerd door de Schachgemeinschaft Ennepe-Ruhr-Süd e.V..[10]
- In augustus 2016 werd hij in Oostenrijk vierde bij het Faaker See Open toernooi.[11]
- Ook in 2016 won hij, evenals in 2015, het Eurode-toernooi in Kerkrade, wederom met 8.5 pt. uit 9 partijen.[12]